# Nationaal park Forêts
Nationaal park Forêts (Frans: Parc national de forêts) (letterlijk in het Nederlands nationaal park (van de) wouden) is een nationaal park aan het Plateau van Langres in Noordoost-Frankrijk in de departementen Côte-d'Or en Haute-Marne op de grens van de regio's Bourgogne-Franche-Comté en Grand Est. Het park werd opgericht als elfde nationaal park van Frankrijk op 8 november 2019. Het beslaat een oppervlakte van 242 148 hectare, waarvan 56 000 hectare 'kerngebied'.  In het domeinbos van Arc-Châteauvillain werd 3100 hectare afgebakend als integraal bosreservaat (waar geen menselijke ingrepen meer toegelaten zijn). Het landschap van het nationaal park bestaat voornamelijk uit oud loofbos (waaronder de bossen van Châtillon-sur-Seine, Arc-en-Barrois en Auberive). Tachtig procent van het huidige bos bestond al ten tijde van de Franse Revolutie. De plannen om een Frans nationaal park op te richten om oude loofbossen te beschermen bestonden al sinds 2009. In het park leeft onder andere zwarte ooievaar (20% van de Franse populatie), ree, edelhert, everzwijn. Er komen in het park ook veel moerassen op tufsteen voor.

## Afbeeldingen

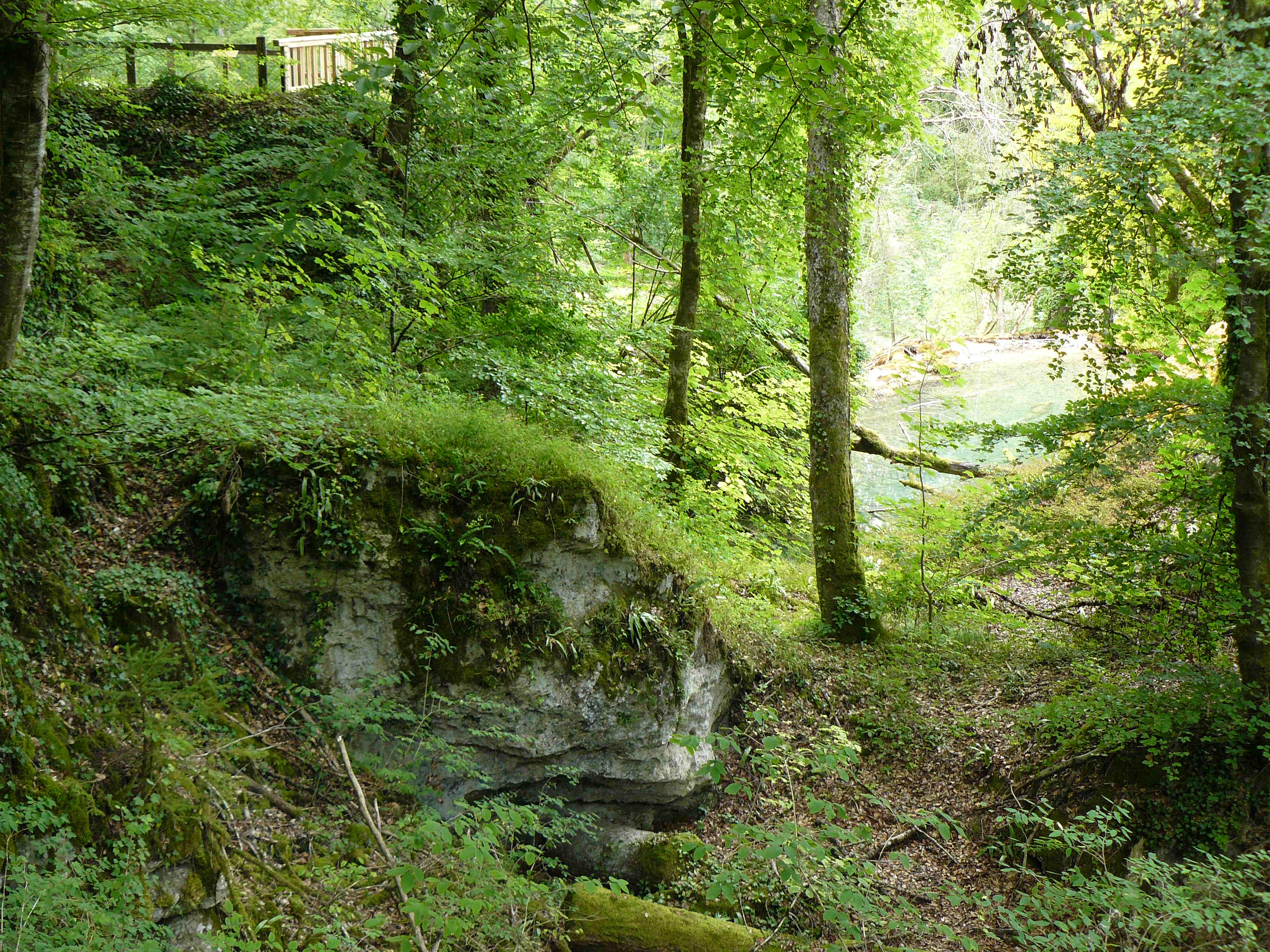
Tufière de Rolampont
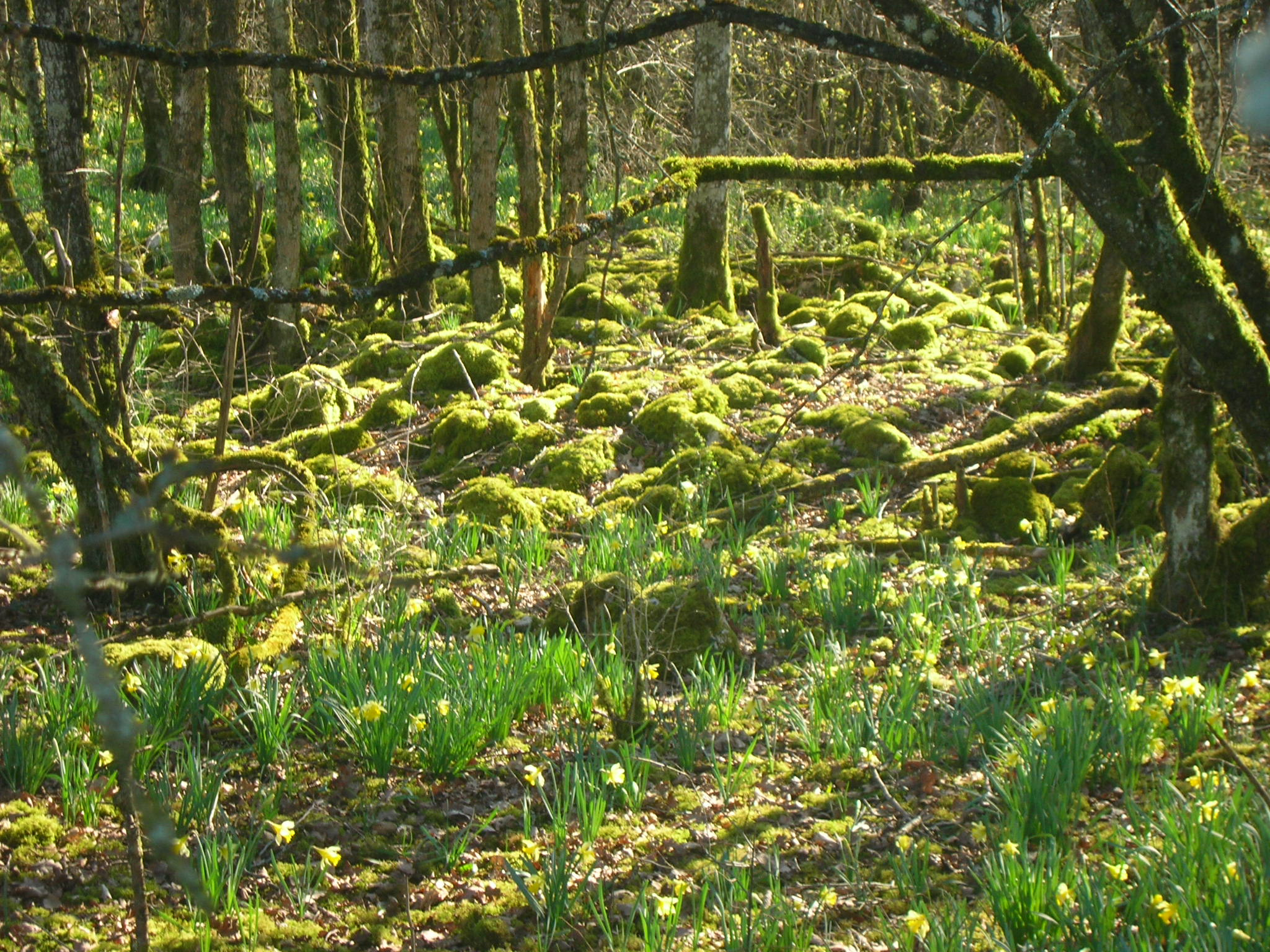
Bos van Arc-en-Barrois
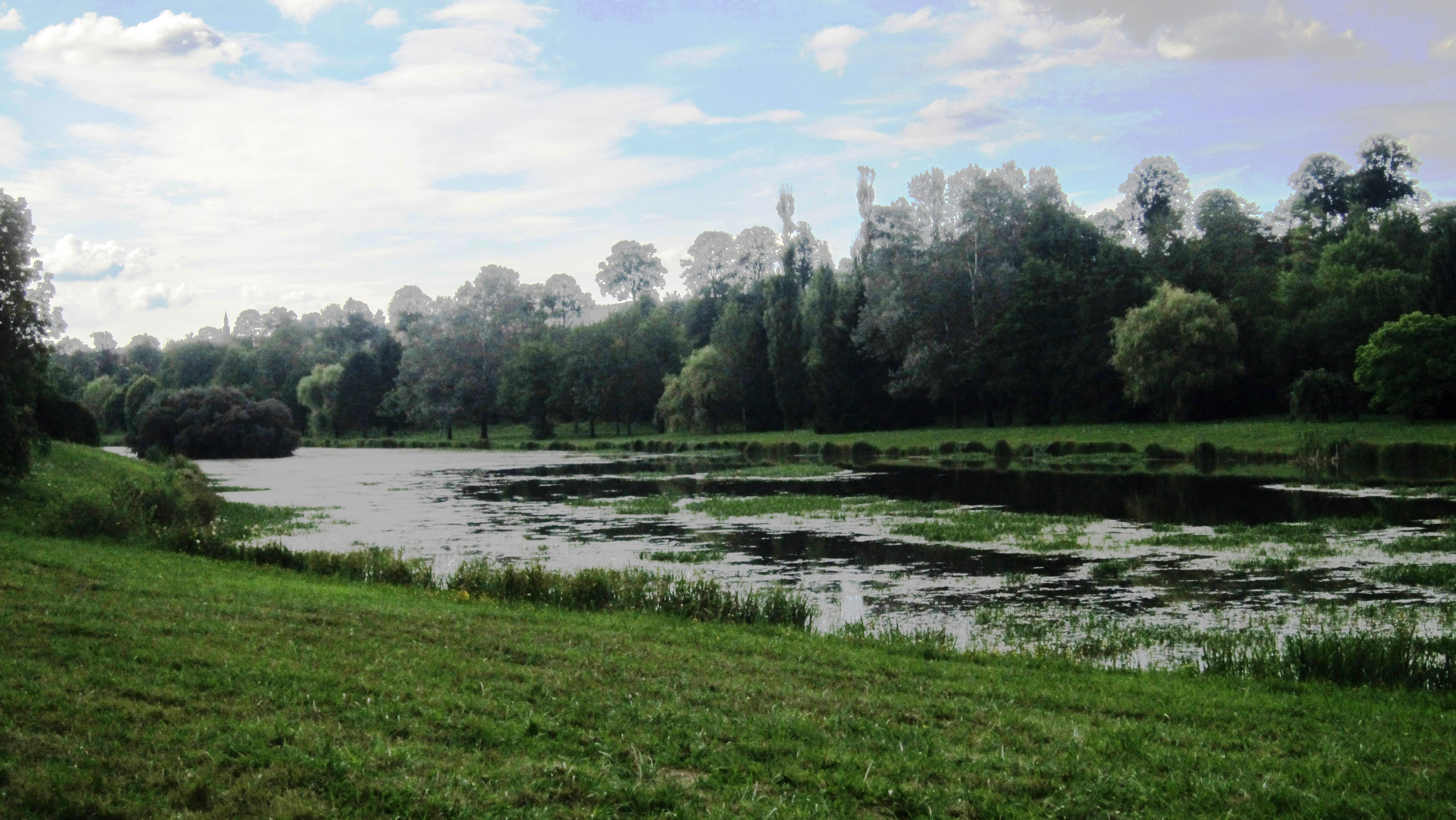
Moeras op tufsteen
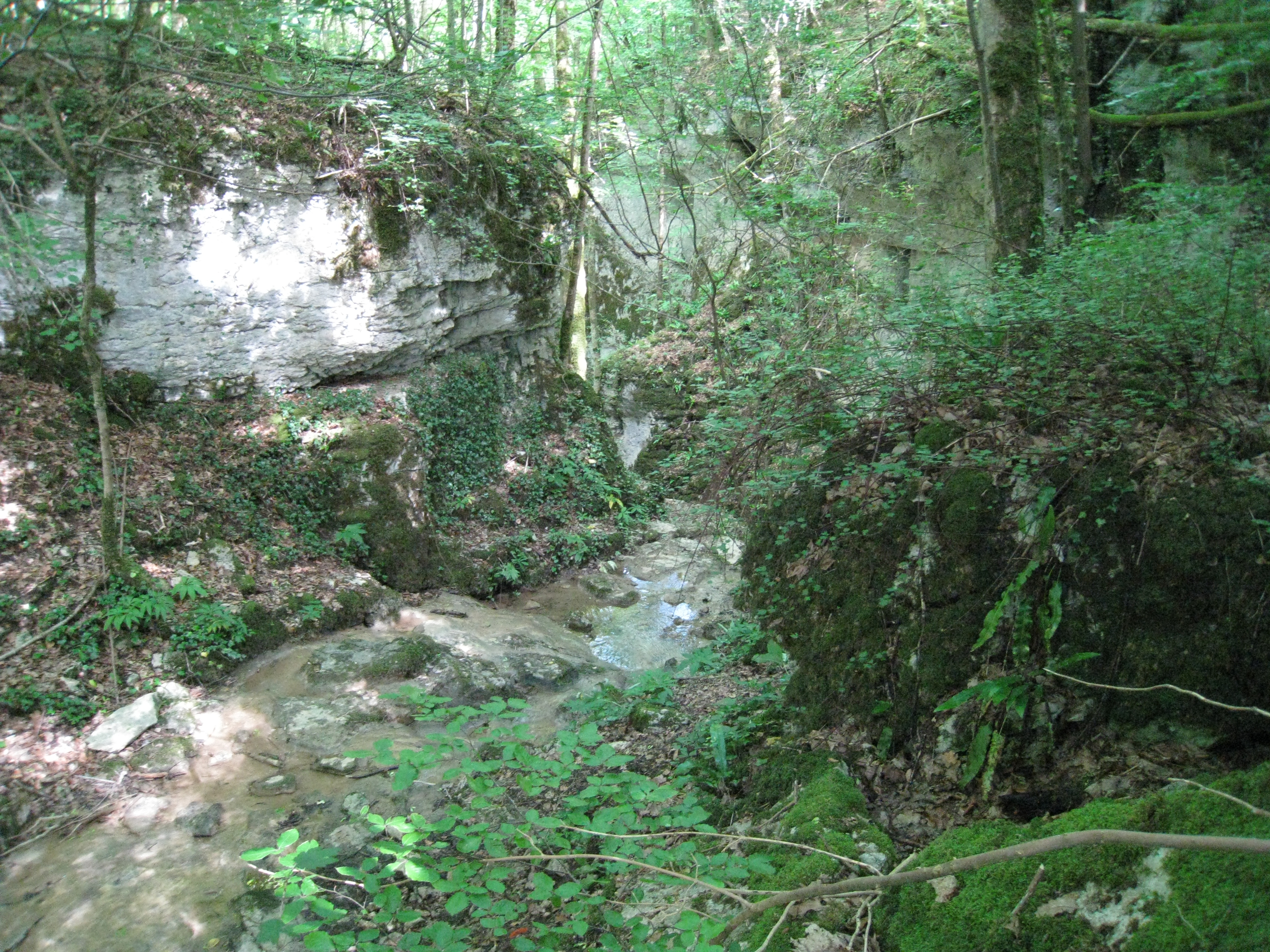
Gorges de la Vingeanne
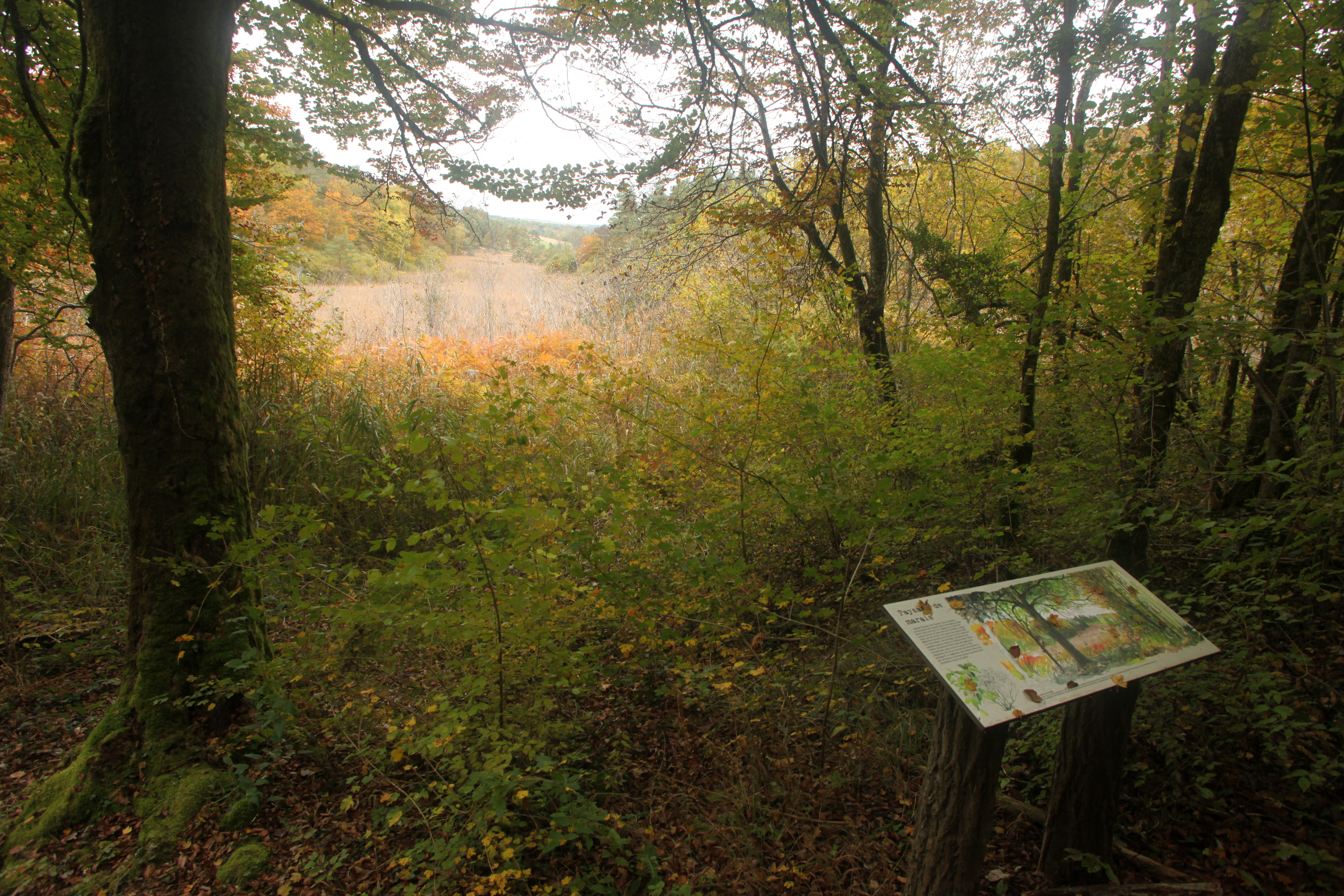
Natuurreservaat Chalmessin